# Hoodia

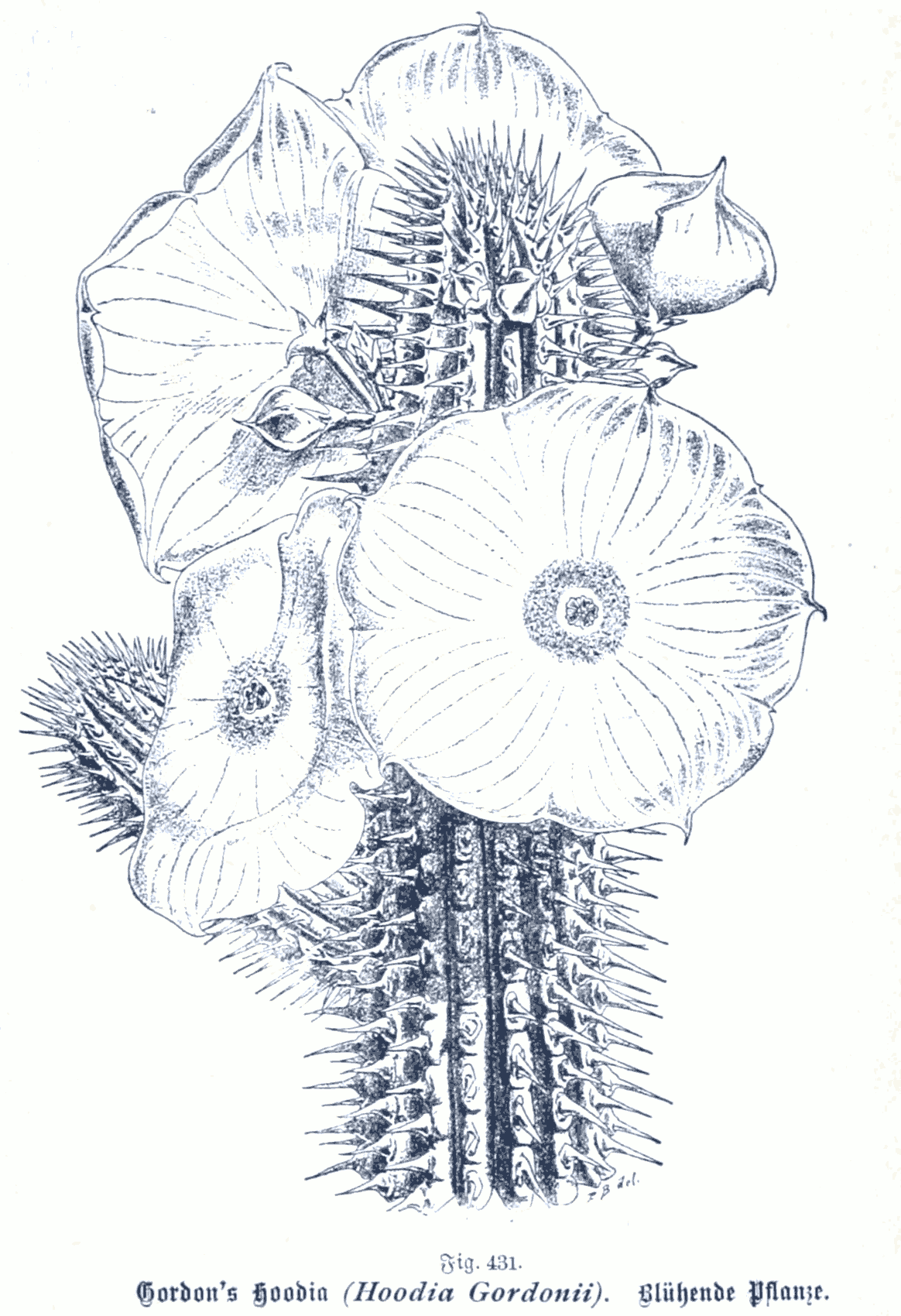
Hoodia gordonii

Hoodia és un gènere de plantes apocinàcies, sota la subfamília Asclepiadoideae; són plantes nadiues de Sud-àfrica. Són suculentes en la seva tija i es descriuen com "cactiformes", però no estan emparentades amb els cactus. Poden arribar a fer un metre d'alt i tenen flors grosses amb forta olor. Va ser descrit com un gènere el 1844. Va ser molt recollit quan es va escampar que eren plantes que suprimeixen la gana.
Hoodia gordonii es fa servir de forma tradicional pels boixmans del desert de Namíbia.
Diverses de les seves espècies són plantes ornamentals.
Hoodia actualment és inclosa a l'Apèndix II de la Convention on International Trade in Endangered Species of Wild Fauna and Flora (CITES), que n'inclou les espècies que poden resultar amenaçades pel comerç incontrolat.

## Taxonomia
Segons Plantlist
1. Hoodia albispina - Àfrica del Sud
2. Hoodia alstonii - Àfrica del Sud
3. Hoodia bainii - Àfrica del Sud
4. Hoodia barklyi - Àfrica del Sud
5. Hoodia burkei - Àfrica del Sud
6. Hoodia currorii - Àfrica tropical
7. Hoodia dregei - Àfrica del Sud
8. Hoodia flava - Àfrica del Sud
9. Hoodia gibbosa - Namíbia
10. Hoodia gordonii - Namibia
11. Hoodia husabensis - Namibia
12. Hoodia juttae - Namibia
13. Hoodia langii - Botswana, Namibia, Cape Province
14. Hoodia lugardii - Àfrica tropical
15. Hoodia macrantha - Namibia
16. Hoodia montana - Brandberg a Namibia
17. Hoodia mossamedensis - Angola
18. Hoodia officinalis - Namibia, Cape Province
19. Hoodia parviflora - South Africa
20. Hoodia pedicellata - Namibia
21. Hoodia pilifera - Àfrica tropical
22. Hoodia rosea - Cape Province
23. Hoodia ruschii - Great Namaqualand a Namibia
24. Hoodia rustica - Cape Province
25. Hoodia triebneri - Namibia

Els estudis filogenèticmostren que aquest gènere és monofilètic i emparentat principalment amb el gènere Lavrania.